# Distrito de Pueblo Nuevo (Ferreñafe)
El Distrito de Pueblo Nuevo es uno de los seis distritos que componen la provincia de Ferreñafe en el Departamento de Lambayeque, en el norte de Perú. Limita al Norte con el Distrito de Mochumí; al Este con el Distrito de Ferreñafe; y al Sur y Oeste con el Distrito de Lambayeque.
Tiene como capital a la localidad de Pueblo Nuevo. El distrito está administrado y gobernado por la Municipalidad Distrital de Pueblo Nuevo. Según el Censo del 2017, cuenta con una población de 14 503 habitantes y un estimado al 2020 de 16 007

## Historia
El Distrito de Pueblo Nuevo se encuentra ubicado en la parte central de la Costa Lambayecana, en el Valle Chancay, regado por la acequia Ferreñafana, que forma parte del canal Taymi. En relación con el territorio provincial, se encuentra al suroeste, siendo su capital físicamente parte de la ciudad de Ferreñafe; la línea formal que los separa es el eje de la calle Tacna, antes línea del ferrocarril Chiclayo-Ferreñafe de Inkawasi, Cañaris y otros centros que habla quechua del Norte del Perú.
De acuerdo al plano de ferreñafe del año 1787, confeccionado por Don José Mesones Muro- Agrimensor – Delegado del Cuerpo Técnico de Tasaciones, Pueblo Nuevo ya figuraba con dos manzanas, lo que hoy es la cuadra uno de Francisco Gonzáles Burga y la cuadra uno de Miguel Pasco, con sus estaciones de Ferrocarril y camino a los pueblo de «abajo» (Mochumi, Illimo, Pacora, etc.) así como a Lambayeque, Huamantanga y la línea férrea
También se conoce que las personas venidas de lugares cercanos a Ferreñafe, como Lambayeque, Morrope, Illimo, Mochumi, y otros pueblos del norte se establecieron en estos lugares, ya que llegaron en busca de trabajo sabiendo que Ferreñafe era zona desde tiempos inmemorables cultivadora de arroz y como les era difícil regresar el mismo día a su tierra, se vieron obligados a establecer sus rústicas viviendas en alrededores de Ferreñafe; en lo que hoy es Pueblo Nuevo, por contar con tierras disponibles.
Se sabe a ciencia cierta, de acuerdo a versiones de personas de esa época, que ya desde 1880 existían llamadas chozas que fueron construidas de pájaro bobo, caña brava, carrizo, sauce y árboles propios de estos lugares y enlucidas con barro, convirtiéndolas luego en sus viviendas.
A fines del año 1894 los pocos moradores empiezan a construir con adobes una Capilla para rendir culto como buenos católicos a Dios. Fue en 1895 en que el Párroco de Ferreñafe, Dr. Manuel Tejada, junto con los moradores colocan en este lugar una Cruz de Madera que en la historia se conoce como «Cruz del Siglo» y que precisamente en el lado posterior de la Cruz existe una inscripción en la que indica el año en que Pueblo Nuevo surge como Caserío. 
Pueblo Nuevo, con los caseríos de Incahuasi, Cañaris, Tres Tomas (hoy en día Distrito de Manuel Antonio Mesones Muro) y Pítipo, son elevados a la categoría de Distrito, el 17 de febrero de 1951, el mismo día que con el Distrito de Ferreñafe, se crea la Provincia de Ferreñafe mediante Ley N° 11590. De acuerdo a la misma, la capital distrital es la ciudad de Pueblo Nuevo que es parte de la ciudad de Ferreñafe y está separada por la antigua Avenida Tacna, por la que pasaba la vía de la locomotora. Dicha elevación ocurrió gracias a las gestiones de destacados ferreñafanos, durante el gobierno de Manuel A. Odría. Posteriormente, el 31 de agosto de 1985, fue creado el Centro de Salud "Francisco Muro Pacheco", en honor al médico ferreñafano, conocido también como "El Médico de los Pobres" (padre de Ricardo Grau, de Manuel Expedito Muro Navarrete, y del Dr. Francisco Muro Moreno).

## Geografía
Tiene una superficie de 31,14 km²

## Autoridades

### Municipales
- 2015-2018[1]
  - Alcalde: Wilmer Sencie Llanos, del Partido Acción Popular (AP).
  - Regidores: Julia Fernández de Carrasco (AP), Santiago Nicoline Valderrama Campos (AP), Segundo Baldera Santisteban (AP), Cinthia del Rocío Perales Morales (AP), Ramón Ríos Asenjo  (Alianza para el Progreso).
- 2011-2014
  - Alcalde: Wilmer Sencie Llanos, del Partido Acción Popular (AP).[2]
  - Regidores: Eddy Omar Monteza Chaname (AP), Glender Núñez García (AP), Marisol del Pilar Barba García de Gutiérrez (AP), Marcelino Macalopu Ipanaqué (AP), Santiago Nicoline Valderrama Campos (Todos Por Lambayeque).
- 1987-1989
  - Alcalde: Pedro Custodio Macalopu, del  Partido Aprista
  - Regidores: Jose Nicanor Guillermo Parraguez (PAP), Víctor Manuel Vasquez Mendoza (PAP), Agusto Vazquez Mayanga (PAP), Luis Burga Vallejos (PAP).
- 1981-1983
  - Alcalde: Maximiliano Chamaya Martínez.
- 1964-1966
  - Alcalde: Maximiliano Chamaya Martínez.

### Policiales
- Comisaría 
  - Comisario: Cmdte. PNP .

### Religiosas
- Diócesis de Chiclayo[3]
  - Obispo de Chiclayo: Mons. Robert Francis Prevost, OSA[4]
- Parroquia[5]
  - Párroco: Pbro.
  - Iglesia Evangélica: Luz Del Mundo.

## Festividades
- Eneroː  Cruz del Siglo
- Febreroː 
  - 1 y 2ː cada año se celebra la Festividad de la Virgen de la Candelaria, muy concurrida por los moradores del distrito, de la provincia de Ferreñafe y así también del Departamento de Lambayeque.
  - 5ː Cruz de Motupe
- Noviembre
  - 3ː San Martín de Porres
  - 28ː   Las ánimas